# Cuando vuelvas a mi lado
Cuando vuelvas a mi lado és una pel·lícula espanyola dirigida per Gracia Querejeta i estrenada l'any 1999

## Argument
Després de molt de temps sense veure's, tres germanes -Gloria, Ana i Lídia- es tornen a reunir de nou ja que la seva mare, Adela ha mort. I encara que ella havia passat més de trenta anys de la seva vida sense dir ni una sola paraula, va escriure un paper en el qual expressava la seva última voluntat, que no era una altra que les seves cendres es repartissin en tres parts iguals a sengles persones. Gloria té 47 anys, és soltera i aficionada a ballar boleros; Ana és una prostituta de luxe que passa ja dels 40, però de la qual ningú ho diria; i Lídia s'ha quedat embarassada sense estar casada. Les tres iniciaran un llarg viatge en el qual coneixeran l'autèntica veritat sobre perquè la seva mare es va quedar sola, i perquè el seu pare va fugir quan eren petites. El descobriment d'aquests secrets familiars determinarà el futur de totes elles.

## Repartiment
- Mercedes Sampietro - Gloria
- Jorge Perugorría - Joao
- Julieta Serrano - Tía Rafaela
- Marta Belaustegui - Adela
- Adriana Ozores - Ana
- Rosa Mariscal - Lidia
- Ramón Barea - Donato
- François Dunoyer - Santos

## Palmarès cinematogràfic
XIV Premis Goya
| Categoria                    | Persona                                                  | Resultat  |
| ---------------------------- | -------------------------------------------------------- | --------- |
| Millor pel·lícula            | Millor pel·lícula                                        | Nominada  |
| Millor director              | Gracia Querejeta                                         | Nominat   |
| Millor actriu de repartiment | Julieta Serrano Adriana Ozores                           | Nominades |
| Millor actriu                | Mercè Sampietro                                          | Nominada  |
| Millor guió original         | Gracia Querejeta Elías Querejeta Manuel Gutiérrez Aragón | Nominats  |
| Millor música original       | Ángel Illarramendi                                       | Nominat   |

Medalles del Cercle d'Escriptors Cinematogràfics
| Any  | Categoria         | Nominat         | Resultat  |
| ---- | ----------------- | --------------- | --------- |
| 1999 | Millor fotografia | Alfredo F. Mayo | Guanyador |